# Çanci Geraedts
Çanci Geraedts, pseudoniem van Froukje Rienks (Laren, 17 juli 1944) is een Nederlands actrice en regisseuse.
Na de MMS, Schoevers en een kantoorbaan ging Geraedts naar de Amsterdamse Toneelschool en deed in 1966 examen. Haar debuut was als dienstmeisje in Pygmalion van G.B. Shaw bij Ensemble. In hetzelfde jaar maakte zij ook haar televisiedebuut.
Ze speelde bij toneelgezelschappen als Ensemble, Globe, Publiekstheater, Nederlandse Comedie, Stadstoneel Rotterdam en het RO Theater. Op televisie was ze onder andere te zien in de serie Ieder zijn deel en als Fanny in de zogenaamde Marseillaanse Trilogie van Marcel Pagnol (Marius, Fanny en César) naast onder anderen Peter Römer en Ko van Dijk.
Als regisseuse bij Toneelgroep De Appel bewerkte en regisseerde ze talloze stukken waaronder Trojaanse Vrouwen van Euripides, Macbeth van William Shakespeare en Zomergasten van Maxim Gorki.
In 1973 werd ze onderscheiden met een Colombina voor haar rol van Sonja in Schuld en Boete van Dostojewski bij het Amsterdams Toneel.
Çanci Geraedts is een dochter van Piet Rienks en Ceesje Speenhoff, een dochter van de bekende volkszanger Koos Speenhoff en een zuster van Cesarina Hock.